# 哥布林

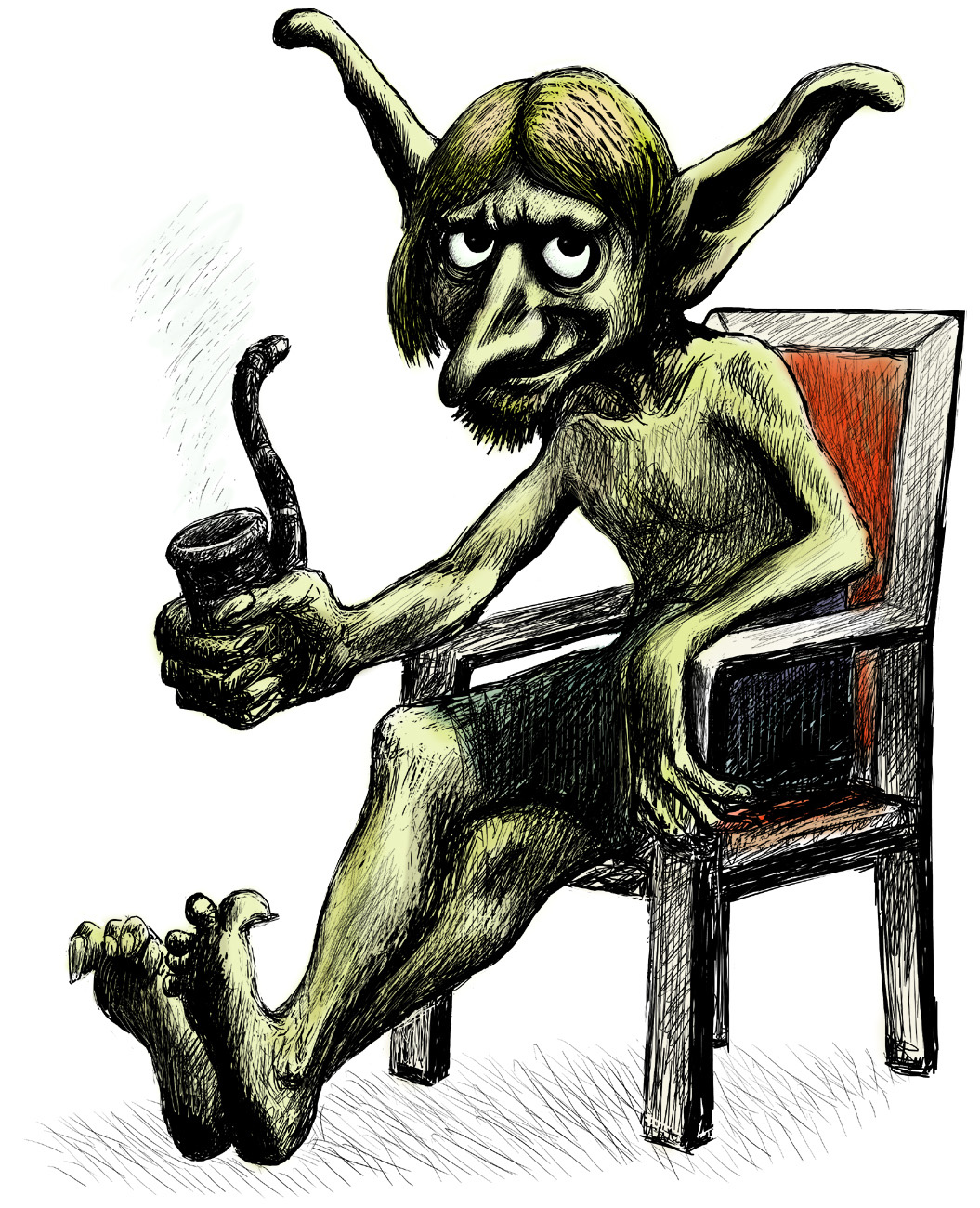
哥布林插圖

哥布林，或譯作哥布靈、高扁、鬼怪、恶鬼、妖怪、大耳怪，是一種傳說中長相怪誕可怕、小型的類人生物，一般都有長長的尖耳，鹰钩鼻和金鱼眼。最早在中世紀出現，廣泛流傳在多種歐洲文化的民間傳說中。根據故事和原籍國的不同，他們被賦予了相互衝突的能力、氣質和外表，從頑皮的家庭精靈到惡意、野蠻的小偷，他們通常擁有類似於仙女或惡魔的魔法能力，例如變形的能力。

## 普遍形象
哥布林有著暗綠色皮膚，有着紅眼睛，身高在矮人到人類之間都有，個性貪婪又卑劣，性格傾向邪惡、狡猾而善於詐欺。它們主要生活在黑暗深處的地下世界，有著獨特的行動秩序與體系。雖然文化發展程度稱不上高，戰鬥能力弱小但會以大批群體行動補其不足。

### 與地精的分別
哥布林與地精(Gnome)很相似，但卻不是相同的生物。不過，由於傳說流傳上的差異，使不少人都把這兩種生物混淆，其實他們是有所不同的。

## 文學作品裡的哥布林
19世紀英國女詩人克里斯蒂娜·羅塞蒂在她的詩作《精靈市場》（Goblin Market）裡，利用哥布林作为世俗人类渴望的象征。在這篇詩裡，哥布林将一个女孩用他们的魔法几乎逗弄与折磨到死。
作家喬治·麥克唐納在他的作品《公主與哥布林》（The Princess and the Goblin）中，将哥布林描述成为有恶意的，生活于地下的生物。这本书据说是J. R. R. 托尔金幼时的最爱之一。其後在他的作品《魔戒》中的中土世界描述了哥布林，但之後又改称其为兽人，以与童话中的人物相区别。
在许多奇幻RPG和书中，哥布林和半兽人（Orc）通常是有区别但又相近的生物，兩者經常一起出現——哥布林是兽人的一種小型亲戚。参见：goblinoid。
哥布林亦是一些電影的題材。例如在吉姆·漢森的電影《魔王迷宮》（Labyrinth）裡，由大卫·鲍伊飾演的哥布林國王Jareth是一個強大的召喚師。他可以利用他的異能來召喚一支骯髒、弱小、又無能的異物軍隊出來。
暢銷小說《哈利波特》也有哥布林，只是中文版被翻譯為妖精。作者將他們描寫成巫師銀行古靈閣中的員工，他們十分機伶，雖然對待人類非常不友善但不是邪惡的。他們打造了許多武器（葛萊芬多的寶劍就是其中之一），有高明的技術，更擁有分別寶物真偽能力，但因為無法對抗巫師而臣服巫師社會，第五集中描述了他們渴望擺脫奴役，即使要加入黑暗魔王。
山田章博《東方眩暈錄》(EAST of EAST)則譯為互武倫（ゴブリン）。
作為《哥布林殺手》的主要敵人，哥布林被描述為最弱小的怪物，擁有孩童般的智力與力量，但懂得使用武器與集團行動的特性讓牠們在狹小場所如洞窟內深具威脅，是新人冒險者的主要對手。擁有較高的資質、長期累積經驗並且生存的哥布林，能夠成長為不同的亞種：鄉巴佬(Hob)、薩滿(Shaman)、英雄(Champion)、王(Lord)，甚至是聖騎士(Paladin)與龍騎士(Dragoon)。作品中並未出現過雌性哥布林，哥布林透過搶奪類人生物（人類、精靈、矮人、半身人等）的女性為牠們延續後代。

## 角色扮演遊戲的哥布林
由於哥布林的邪惡個性，不少角色扮演遊戲都把弱小但令人生厭的哥布林變成讓勇者賺經驗值的捷徑，在遊戲中安排大量哥布林以供屠殺。然而，亦由於托爾金的作品魔戒提及過哥布林源自墮落的精靈，也使RPG的作者不期然細想：如果哥布林能夠擺脫他們邪惡的個性的話，會變得如何呢？在瓦爾哈拉中，DM鄭立就安排哥布林在他故事中的瓦爾哈拉大陸裡有更大的智慧，並懂得利用工具去改善環境，在沙漠區安居樂業，並成立一個“哥布林共和國”。而其後另一位遊戲中的玩者李學斌亦在他續寫的故事裡，提議哥布林可能是感染了核輻射（在花崗岩很常見）而異變產生的。

### 魔法風雲會
在卡片遊戲《魔法風雲會》中，goblin被翻譯為"鬼怪"（繁體中文譯名）

### 魔獸世界
Goblin在中國大陸伺服器中翻譯為地精，而在臺港伺服器則翻譯為哥布林。其中，因為譯名原因導致容易被搞混的是Gnome，因為Goblin在魔獸爭霸中也被翻譯為地精，而在魔獸世界中出現的新種族Gnome常被翻譯為侏儒或地精。
於魔獸世界中，哥布林是最大的中立勢力，他們唯利是圖，非常聰明，是出色的商人、發明家、和工程師。事實上，哥布林和地精（Gnome，聯盟的一個種族）同是工程學最先進的兩大種族，不過哥布林的工程學比較偏向破壞性，失控爆炸是哥布林工程學產品的一大特性，在遊戲中的一個哥布林npc甚至會有這樣的台詞：“我勸你不要這麼接近那個鍋爐，它今天還沒有爆炸。”
另外，哥布林是最出色的商人，幾乎在任何地方你都可以找到他們尋找商機的身影。而他們也通常會給予玩家大量的任務。哥布林所成立的熱砂港公司身為最大的中立勢力，控制了四座中立城市，分別為熱砂港、藏寶海灣、永望鎮和棘齒城，同時他們亦控制了來往東西大陸五條航線中的其中三條。只要能付出適當的金額，哥布林能為任何人效力（包括邪惡勢力），這意味著玩家將不愁沒有痛宰他們的機會。
順帶一提，於資料片《燃燒的遠征》中，熱砂港公司在新大陸<外域>中建造了第5座中立城市 52區，正在嘗試研發能通往宇宙的火箭。
資料片《浩劫與重生》中，Goblin的一支《汙水企業》成為部落勢力一個可選擇的種族。

### RuneScape
於RuneScape中，哥布林(goblin)是等級2的怪物。哥布林也是RuneScape中的主要怪物種族之一，較高級的哥布林手持武器，有的並不是綠色，總括而言，他們的戰鬥力一般。

### 瑪奇
新瑪奇英雄傳裡的哥布林胸膛有肌肉，耳朵似妖精，有的甚至有戴面具。
遊戲裡有哥布林弓箭手、劇毒哥布林（紫色）、黃金哥布林等。

### 英雄戰記
英雄戰記裡的哥布林為綠色的小怪，手持蘿蔔劍。只在最初的試煉荒野出現。

### 魔力寶貝
魔力寶貝中依屬性不同而有著不同顏色的哥布林，頭上一律都帶著帽子，手上拿著短刀、斧頭或鋤頭。綠色的稱哥布林，分布在低等練功區域。還有紅帽哥布林、火焰哥布林(紅色)、烈風哥布林(黃色)等。

### 部落衝突
哥布林在部落衝突中，是屬於血量低的兵種，專搶奪資源，移動速度非常快。另外，哥布林在遊戲中亦存在變種，在11級大本營或以上可使用闇黑重油或超級藥水強化成為隱密哥布林，部署後擁有五秒的隱身時間，且血量及傷害得到增強。

### 皇室戰爭
哥布林在皇室戰爭的形象：每一隻的皮膚皆為淺綠色，眉毛為深綠色，眼白部分微黃，耳朵內布淺黃，鼻子靠近臉處為白色，而鼻頭處為橘黃色。在卡牌的圖像中，有著一副愛財，貪錢的樣子。當玩家進入店鋪時，會看見界面最上頭有一隻戴著眼鏡，鬢髮，眉毛皆白的哥布林老者。
相關的卡牌如下：
- 普通卡：哥布林、哥布林投矛手、哥布林大隊
- 稀有卡：哥布林小屋、吹箭哥布林、哥布林牢籠、哥布林爆破狂、火箭（升級星光造型後哥布林騎在上面）
- 史詩卡：哥布林飛桶、哥布林巨人、哥布林鑽地機、哥布林詛咒
- 傳奇卡：哥布林機甲

### 地下城與勇士
在地下城與勇士中，哥布林作為怪物與一般傳說中形象相似，但是根據自身屬性與技能擁有不同的顏色和細微的差別，例如外表如岩石灰的哥布林背負籮筐，會投擲石塊，冰屬性的哥布林外表為藍色，會投擲冰塊，火紅色的哥布林會投擲火焰，而雷鳴廢墟的boss哥布林擁有特殊的白色外觀，會召喚閃電。根據哥布林膽小的設定，部分哥布林會在同伴死亡時弱化，表現為HP值減少，仇恨值降低。少部分存在於特殊副本中的哥布林則需要特殊的手段才能擊殺。根據官方遊戲背景介紹，哥布林原本對人類沒有威脅，但是轉移的力量引發森林大火造成格蘭之森的動植物變異，變得暴怒充滿攻擊性，大部分的哥布林存在於低級副本之中。

### RO仙境傳說
RO仙境傳說當中，吉芬地區旁邊的哥布林森林就有各種哥布林，包含刺錘哥布林、榔頭哥布林等等。

## 電影中的哥布林
蜘蛛人電影中的綠惡魔其實在英文的原文是哥布林，在迪士尼頻道的卡通終極蜘蛛俠中出現的綠惡魔就是長得像傳說中哥布林的形象，但是電影中變成裝甲的樣子。但是馬克·偉柏2014蜘蛛人驚奇再起2：電光之戰中的綠惡魔又變成哥布林的形象了。
魔戒電影三部曲中出現的哥布林是生活在迷霧山脈中的半獸人亞種，《魔戒》的哥布林作為獸人種的一部份是最弱小和低等。魔戒二部曲：雙城奇謀中住在矮人遺址摩瑞亞的哥布林將摩瑞亞炎魔視為神靈，既崇敬而又畏懼。在哥布林包圍進入摩瑞亞的魔戒遠征隊（主角團）時，炎魔的吼聲嚇退了哥布林。